# Acrolophus forbesi
Acrolophus forbesi är en fjärilsart som beskrevs av Hasbrouck 1964. Acrolophus forbesi ingår i släktet Acrolophus och familjen Acrolophidae. Inga underarter finns listade i Catalogue of Life.